# Ernst Hermsen
Ernst Hermsen (* 1. Januar 1883 in Essen; † nach 1946) war ein deutscher Jurist. Von September 1933 bis 1945 war er Vorsitzender eines Strafsenats des OLG Hamm, der für Landes- und Hochverratssachen zuständig war. Wegen der Zuständigkeit für 16 Millionen Gerichtseingesessene wurde das OLG Hamm auch als der „kleine Volksgerichtshof“ bezeichnet.

## Karriere bis 1933
Der Sohn eines Kaufmanns studierte an den Universitäten München, Berlin und Münster Rechtswissenschaften und wurde 1909 an der Universität Heidelberg zum Dr. jur. promoviert. Er trat 1911 als Gerichtsassessor in den Justizdienst ein. Ab 1913 war er Amtsgerichtsrat in Essen, wurde 1921 Landgerichtsrat und wirkte ab 1922 als Direktor am Landgericht Duisburg-Hamborn und ab 1923 in Essen. Von 1926 bis Mitte September 1933 war er Landgerichtspräsident in Koblenz. Von 1924 bis 1933 war er Mitglied der Zentrumspartei.

## Zeit des Nationalsozialismus
Die Nationalsozialisten versetzten ihn als Senatspräsident an das Oberlandesgericht Hamm, das für politische Delikte wie Hoch- und Landesverrat im eigenen Bezirk, sowie in den Oberlandesgerichtsbezirken Düsseldorf, Köln und aus dem Bereich des OLG Celle für die Landgerichtsbezirke Aurich, Osnabrück, Verden und Hannover zuständig war.
Als es der Gestapo im Jahre 1935 gelungen war, die Partei- und Gewerkschaftsorganisationen der Arbeiterbewegungen im Rheinland und im Bergischen Land zu zerschlagen, begann in Wuppertal (OLG-Bezirk Düsseldorf) eine beispiellose Serie von Massenprozessen, die auch im Ausland als Wuppertaler Gewerkschaftsprozesse bekannt wurden. Mehr als 650 Angeklagte wurden in diesen Prozessen von den drei Senaten des Volksgerichtshofes wegen Vorbereitung zum Hochverrat zu drastischen Gefängnis- und Zuchthausstrafen verurteilt. Hermsen, der nie Mitglied der NSDAP wurde, tat sich dabei im Dienste der nationalsozialistischen Terrorjustiz besonders hervor. Seine gewissenlose und zynische Art der Prozessführung war geprägt von der Absicht, die körperlichen und seelischen Qualen und Foltern der Angeklagten, die sie durch die Gestapo erlitten, fortzusetzen und zu erhöhen und möglichst langjährige Gefängnis- und Zuchthausstrafen zu verhängen. Von den unmenschlichen Misshandlungen, denen die Angeklagten zur Erpressung von Geständnissen durch die Gestapo ausgesetzt waren, nahm er keine Notiz und stellte ihr Prozessmaterial zur Verfügung, wodurch weitere tausende Männer und Frauen verhaftet, geschlagen, erpresst, geschändet und zu langen Freiheitsstrafen verurteilt wurden.
In einem Hochverratsverfahren im Jahre 1937 gegen etwa 230 Angeklagte der Hannoveraner Widerstandsbewegung „Sozialistische Front“, in dessen Verlauf ein Arbeiter, um den ständigen Misshandlungen durch die Gestapo zu entgehen, aus dem Fenster des Düsseldorfer Polizeipräsidiums gesprungen war, äußerte Hermsen sich zynisch: „An einem Kommunisten mehr oder weniger ist uns nichts gelegen. Wenn der Mann ein reines Gewissen gehabt hätte, wäre er nicht aus dem Fenster gesprungen.“ Trauden, dem Hauptangeklagten in diesem Verfahren, teilte er höhnisch mit, dass man ihn als Weltkriegsteilnehmer mit einer „kleinen Verwarnung“ von 10 Jahren Zuchthaus davonkommen lassen wolle. Den Angeklagten Schütt, der sich über die Misshandlungen bei der Gestapo beklagte, fuhr er an: „Ja, wenn man euch Kommunisten nicht prügelt wie Hunde, ist von euch nichts herauszubekommen.“ Diese letzte Äußerung kehrte in abgewandelter Form in fast allen Prozessen unter Hermsen wieder. Dem Zeugen Runge, dessen Verfahren vor dem Volksgerichtshof in Düsseldorf lief, hatte er drohend verkündet: „Danken Sie Gott, dass Sie von mir nicht abgeurteilt werden, ich würde Sie zum Tode verurteilen!“ Wenn Angeklagte ihre Aussagen widerrufen wollten, die sie unter den Misshandlungen bei der Gestapo gemacht hatten, legte Hermsen sie auf diese Aussagen fest, ja drohte ihnen häufig genug an, sie zur Gestapo zurückzubringen. In Bezug auf den Zeugen Heidhausen hatte sich Hermsen geäußert: „Ich glaube, wir müssen die Todesstrafe anwenden, damit wir der kommunistischen Pest Herr werden.“ Der Zeugin Bachmann, die furchtbar misshandelt worden war, verbot Hermsen barsch den Mund. Dem Zeugen Schappe hatte er angedroht, ihn nach seiner Strafverbüßung ins KZ zu bringen, was er dann auch tat.
Wie kein anderer Richter unter den Nationalsozialisten war Hermsen daran beteiligt, deren Herrschaftsanspruch im rheinisch-westfälischen Raum durch seine gnadenlose Urteilspraxis in politischen Strafverfahren zu sichern. Unter seiner Präsidentschaft verurteilten die beiden Strafsenate des Oberlandesgerichts Hamm bis 1945 insgesamt rund 15.000 Menschen wegen Vorbereitung zum Hochverrat und Wehrkraftzersetzung, darunter unzählige Todesurteile. Hinzu kamen weitere 12.000 Verurteilungen von den Sondergerichten Bielefeld, Dortmund, Hagen und Essen, die der Kontrolle des Oberlandesgerichts Hamm unterstanden. Kein anderes Oberlandesgericht, auch nicht der berüchtigte Volksgerichtshof in Berlin, hatte zwischen 1934 und 1945 mehr Menschen in politischen Verfahren abgeurteilt. Rechtsmittel gab es in diesen Verfahren nicht.

## Nach dem Krieg
Nach dem Zweiten Weltkrieg setzte die britische Militärregierung Hermsen, weil er nicht in die NSDAP eingetreten war, im Dezember 1945 als Oberlandesgerichtspräsident in Hamm ein, obwohl bereits seit September 1945 sich Anschuldigungen bei der Militärverwaltung häuften. Selbst in der New Yorker Zeitung Aufbau erschien im Juni 1946 ein Artikel über ihn unter dem Titel The Hangman of the Ruhr. Ein von Februar bis April 1946 öffentlich tagender Untersuchungsausschuss unter der Leitung von Curt Staff, Walter Klaas und Heinrich Lingemann kam zu dem Ergebnis, dass Hermsen zwar als Gegner des Nationalsozialismus gelte, dass er aber wegen seiner Tätigkeit zwischen 1933 und 1937 mit der NS-Gewaltherrschaft identifiziert werde. Die Militärverwaltung musste ihn daher im Mai 1946 vorzeitig pensionieren. Sein weiterer Verbleib ist bislang ungeklärt.